# Фрегаты типа «Санта Мария»
Фрегаты типа «Санта Мария» — 6 фрегатов, построенных компанией Bazan для ВМС Испании. Являются модификацией американских фрегатов типа «Оливер Хазард Перри». Строились двумя сериями, корабли второй серии (F-85 и F-86) получили некоторые улучшения, в частности — улучшенную БИУС, более продвинутые модификации радара AN/SPS-49 и буксируемой антенны AN/SQR-19, новую зенитную артиллерийскую установку «Мерока». Система управления огнём Mk 92 Mod 4 заменена на Mod 6, обеспечивающую более эффективную борьбу с низколетящими противокорабельными ракетами. Улучшены также средства противодействия.
По сравнению с американским прототипом испанские корабли имеют большую ширину и больший резерв водоизмещения для будущих модификаций. Вместо ЗАУ «Фаланкс» предусмотрена ЗАУ «Мерока» с радаром RAN-12L для обнаружения низколетящих целей и целеуказания. Система РЭБ SLQ-32 заменена на испанскую Nettunel, созданную на основе итальянской Nettuno.
Во время реконструкции середины срока службы корабли получили улучшенную БИУС, систему РЭБ, более совершенную версию системы управления огнём Mk 92, новые дизель-генераторы. С кораблей была удалена буксируемая ГАС SQR-19, улучшена обитаемость. В настоящее время реконструированы 4 корабля.

## Состав серии
| Название        | Бортовой номер | Верфь | В строю |
| --------------- | -------------- | ----- | ------- |
| SPS Santa María | F81            | Bazan | 1986    |
| SPS Victoria    | F82            | Bazan | 1987    |
| SPS Numancia    | F83            | Bazan | 1989    |
| SPS Reina Sofía | F84            | Bazan | 1990    |
| SPS Navarra     | F85            | Bazan | 1994    |
| SPS Canarias    | F86            | Bazan | 1995    |

Все корабли базируются на ВМБ Рота.